# مارتسان-هلرسدورف
مارتسان-هلرسدورف (به آلمانی: Bezirk Marzahn-Hellersdorf) یک منطقهٔ مسکونی در آلمان است که در برلین واقع شده‌است. مارتسان-هلرسدورف ۲۵۵٬۶۴۳ نفر جمعیت دارد.

## خواهرخوانده
شهرهای Halton، تیخی، Kastrychnitski District، Partyzanski District، لاوینگن، Újpest و Budapest XV. District خواهرخوانده‌های مارتسان-هلرسدورف هستند.